# Moses Khumalo
Moses Khumalo (* 30. Januar 1979 in Meadowlands, Soweto; † 4. September 2006 in Honeydew, Johannesburg) war ein südafrikanischer Jazz-Saxophonist.

## Leben und Wirken
Moses Khumalo besuchte die Thobeka Primary School, ab 1993 das Pace Community College und studierte von 1994 bis 1998 am Manu Technical College Piano und Saxophon. Seine Studien schloss er mit einem Diplom in Musiktheorie, Musikgeschichte sowie Saxophon- und Klavierspiel ab. Seine professionelle Karriere als Musiker begann er 1995 auf dem Grahamstown Festival als Mitglied der Soweto Youth Jazz Band, die von Mokale Koapeng geleitet wurde und anschließend in London und Westafrika konzertierte. Nach seiner Rückkehr spielte er drei Jahre in der Band des Pianisten Moses Molelekwa. Daneben trat er u. a. mit Hugh Masekela, Sibongile Khumalo, Themba Mkhize und Paul Hanmer auf. Anfang der 2000er Jahre spielte er mit seinem Bandprojekt Moses Khumalo and Friends in den Clubs von Johannesburg. Auf dem Label Sheer Sound erschien 2002 sein Debütalbum Mntungwa, das mit einem South African Music Award als Bestes Newcomer-Album ausgezeichnet wurde. 2005 erschien sein zweites Album Ibuyile. Khumalo wurde Anfang September 2006 erhängt in seinem Haus in Johannesburg aufgefunden, kurz bevor er mit den Young Lions einen weiteren Studiotermin hatte.